# Magdala Christa Lewandowski
Magdala Lewandowski OP (* 2. August 1933 in Kiel; † 6. Februar 1977 in Musami, Simbabwe) war eine katholische Ordensschwester und Missionarin.
Sie wurde 1933 in Kiel als Christa Elisabeth Lewandowski geboren und wuchs in einer katholischen Familie im Stadtteil Gaarden auf. Nachdem sie sich bereits als Jugendliche und junge Frau kirchlich engagiert hatte (u. a. als Pfadfinderin und Stadtjugendführerin), reifte in ihr der Entschluss, Ordensfrau zu werden. Ein besonderer Anlass war dabei der Besuch der Gedenkstätte der Lübecker Märtyrer in der Herz-Jesu-Kirche in Lübeck 1955.
1958 gab sie ihren Beruf bei einer Bank auf und trat bei den Missionsdominikanerinnen vom hl. Herzen Jesu ein. Nachdem sie im Kloster Strahlfeld (Bayern) ihre ersten Gelübde abgelegt hatte, wurde sie in die Mission nach Salisbury in Rhodesien (heute Harare, Simbabwe) ausgesandt. Hier war sie zunächst an verschiedenen Missionsstationen als Lehrerin tätig, ehe sie nach einem weiteren Studium in der Lehrerausbildung arbeitete. 1971 kam sie auf die Missionsstation St. Paul in Musami, etwa 70 km von der Hauptstadt Harare entfernt. Hier wurde sie Oberin eines Konvents von fünf Missionsdominikanerinnen.
Obgleich die Missionsstation mitten in der Gefahrenzone des heftig tobenden rhodesischen Bürgerkriegs lag, entschlossen sich die Schwestern, dort auszuharren und ihre Studenten und Schüler nicht zurückzulassen. Am Abend des 6. Februar drang eine Gruppe Bewaffneter in die Mission ein und trieb die Missionare zusammen. Anschließend wurden Schwester M. Magdala Lewandowski, zusammen mit den anderen deutschen Schwestern M. Ceslaus (Anna) Stiegler und M. Epiphany (Berta) Scheider (73), der britischen Schwester M. Joseph (Paulina) Wilkinson (59) und den Jesuiten-Patres Father Thomas Martin (45, aus Großbritannien), Father Christopher Shepherd-Smith (34, aus Kenia) sowie Bruder John Conway (57, aus Irland) erschossen.
Am 10. Februar 1977 wurden Sr. Magdala und ihre Mitstreiter unter großer Beteiligung der Bevölkerung auf dem Friedhof der Chishawasha-Mission beigesetzt.